# Sewellia analis
Sewellia analis är en fiskart som beskrevs av Nguyen 2005. Sewellia analis ingår i släktet Sewellia och familjen grönlingsfiskar. Inga underarter finns listade i Catalogue of Life.